# Marcel Ponseele

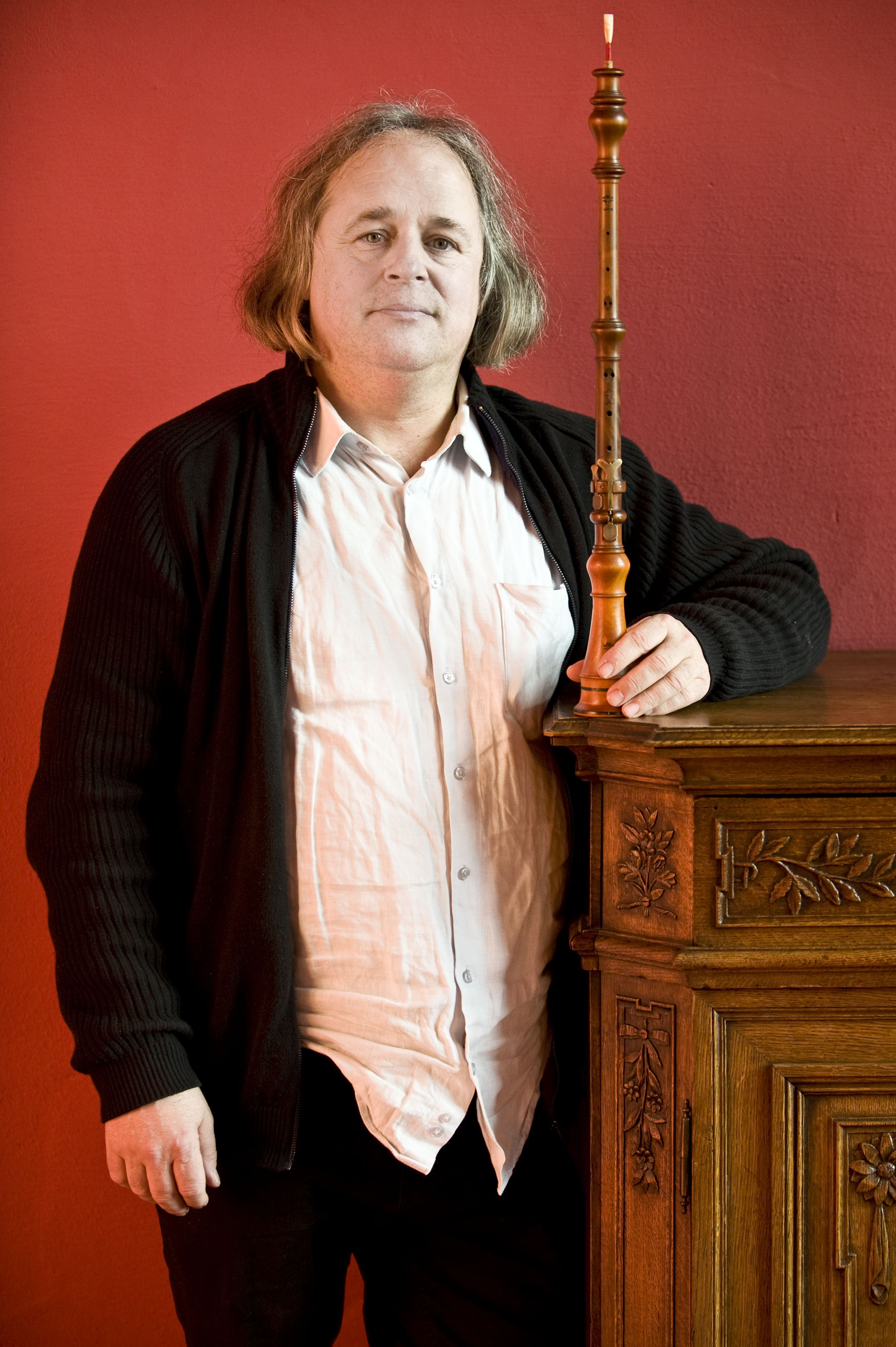
Marcel Ponseele (2012)

Marcel Ponseele (Kortrijk, 1957) is een Vlaams barokhoboïst.

## Levensloop
Hij behaalde in 1977 de prijs uitmuntendheid voor hobo aan het Stedelijk Muziekconservatorium in Brugge waarna hij aan het Koninklijk Conservatorium in Gent en aan het Koninklijk Conservatorium in Brussel verder ging studeren. Hij verliet het gebruik van de moderne hobo om zich te specialiseren op barokhobo. In 1980 kreeg hij een eervolle vermelding als hoboïst tijdens de Musica Antiqua-wedstrijd van het Festival van Vlaanderen in Brugge.
Hij werkt freelance in barokorkesten als het Amsterdam Baroque Orchestra, La Petite Bande, La Chapelle Royale en is samen met dirigent Philippe Herreweghe medeoprichter van het Orchestre des Champs-Élysées. In 1988 richtte hij samen met Jan De Winne en Shalev Ad-El het ensemble Il Gardellino op.
Hij was als docent hobo verbonden aan het Conservatoire National Supérieur de Musique in Parijs en samen met zijn broer Francis bouwt hij hobo's. Zijn reputatie als virtuoos op barokhobo is internationaal. Hij heeft als solist en samen met diverse orkesten, meer in het bijzonder Il Gardellino, talrijke interpretaties opgenomen.
In 2002 en 2008 was Ponseele lid van jury van de internationale wedstrijd instrumentale en vocale solisten in het kader van het Festival Musica Antiqua in Brugge.

## Discografie
- Barokconcerto's voor hobo (Bach, Händel, Marcello, Telemann), met Il Gardellino (2004)
- Telemann, Muziek voor hobo (met Pierre Hantaï en Richte van der Meer)
- Concerti d'amore (Telemann en andere)